# العيطلية (رماح)
العيطلية، هي قرية من فئة (أ) تقع في محافظة رماح، والتابعة لمنطقة الرياض في السعودية. وتبعد العيطلية عن محافظة رماح بمسافة تقارب (200) كم.